# Арнар
«Арна́р» (арм. մարզադաշտ „Արնար“) — многоцелевой стадион в Иджеване, Армения. Единственный стадион в городе используемый для проведения футбольных матчей и вмещающий 3000 зрителей. Рядом с основным полем имеется дополнительное мини-поле, предназначенное для тренировок.

## История
«Арнар» был построен армянским бизнесменом Арцруни Галумяном в 2007 году. А годом позже на стадионе прошёл финал Кубка Независимости (официальное название Кубка Армении) в 2008 году между командами «Арарат» и «Бананц». По причине реконструкций городских стадионов в Дилижане и Гюмри, начавшиейся в 2011 год.